# Худоліївська сільська рада (Семенівський район)
Худоліївська сільська рада — колишній орган місцевого самоврядування у Семенівському районі Полтавської області з центром у c. Худоліївка.
Населення — 492 осіб.

## Населені пункти
Сільраді були підпорядковані населені пункти:
- c. Худоліївка